# ناحیه آل‌مزار
ناحیه آل‌مزار (انگلیسی: Olmazar ، ازبکی: Olmazor tumani ، روسی: Алмазарский район) یکی از مناطق شهری تاشکند، پایتخت کشور ازبکستان است.